# فگتلند ۵۶۱۶
سیارک ۵۶۱۶ (به انگلیسی: 5616 Vogtland، نامگذاری:1987ST10) پنج هزار و ششصد و شانزدهمین سیارک کشف شده‌است که در ۲۹ سپتامبر ۱۹۸۷ کشف شد.
قدر مطلق سیارک برابر ۱۳٫۵۰ است.